# Crypturellus casiquiare
El tinamú casiquiare (Crypturellus casiquiare) llamado también tinambú barreteado o inambú barreteado es una especie de ave Tinamiformes de la familia de Tinamidae que habita en los bosques húmedos de tierras bajas en las regiones subtropicales y tropicales de Sudamérica.

## Taxonomía
Fue descrito en 1929 por Frank Chapman a partir de un espécimen recolectado en Venezuela, concretamente en el río Guainía (río Negro). Chapman originalmente lo asignó al género Crypturornis. En 1979 fue trasladada al género Crypturellus en la segunda edición de Check-list of birds of the world. No se conocen subespecies.

## Descripción
El tinambú barreteado mide alrededor de 25 cm de longitud. Es de color amarillento marrón con franjas de color negro, con un pecho un poco blanquecino, una cabeza de color castaño y sus piernas son de un color verde oliva. Las hembras presentan un color más pálido en la espalda.

## Comportamiento
Al igual que otras perdices, el tinambú barreteado come la fruta del suelo o arbustos de baja altitud. También se alimentan de pequeñas cantidades de invertebrados (especialmente hormigas y termitas), capullos, hojas tiernas, semillas y raíces. El macho incuba los huevos que pueden provenir de un máximo de cuatro hembras diferentes, y luego criarlos hasta que puedan sobrevivir por sí solos, por lo general entre 2 y 3 semanas. El nido se encuentra en el suelo en arbustos densos o entre elevado raíz contrafuertes.

## Distribución y hábitat
Vive en los bosques de las tierras bajas tropicales y subtropicales, a una altitud de entre 100 y 200 metros (incluso menos en algunas ocasiones). Esta especie es nativa del este de Colombia, el sur de Venezuela y noreste de Perú. Su área de distribución es de unos 49 000 km².